# Diocesi di Taungngu
La diocesi di Taungngu (in latino Dioecesis Tunguensis) è una sede della Chiesa cattolica in Birmania suffraganea dell'arcidiocesi di Taunggyi. Nel 2022 contava 43.465 battezzati su 3.598.000 abitanti. È retta dal vescovo John Saw Gawdy.

## Territorio
La diocesi comprende la città di Toungoo, dove si trova la cattedrale del Sacro Cuore.
Il territorio è suddiviso in 22 parrocchie.

## Storia
Il vicariato apostolico della Birmania Orientale è stato eretto il 27 novembre 1866 con il breve Summum ecclesiae di papa Pio IX, in seguito alla divisione del vicariato apostolico di Birmania (oggi arcidiocesi di Yangon). La missione di evangelizzare il territorio fu affidata ai missionari italiani del Pontificio Istituto Missioni Estere.
Il 27 aprile 1927 il vicariato apostolico cedette una porzione del suo territorio a vantaggio dell'erezione della prefettura apostolica di Keng-tung (oggi diocesi) e lo stesso giorno per effetto del breve In universas di papa Pio XI assunse il nome di vicariato apostolico di Toungoo.
Il 1º gennaio 1955 il vicariato apostolico fu elevato a diocesi con la bolla Dum alterna di papa Pio XII. Originariamente era suffraganea dell'arcidiocesi di Rangoon (oggi arcidiocesi di Yangon).
Il 21 marzo 1961 cedette un'altra porzione di territorio a vantaggio dell'erezione della diocesi di Taunggyi (oggi arcidiocesi).
Il 31 luglio 1996 la diocesi ha assunto il nome attuale.
Il 17 gennaio 1998 è entrata a far parte della provincia ecclesiastica dell'arcidiocesi di Taunggyi.

## Cronotassi dei vescovi
Si omettono i periodi di sede vacante non superiori ai 2 anni o non storicamente accertati.
- Eugenio Biffi, P.I.M.E. † (10 novembre 1867 - 7 febbraio 1882 nominato vescovo di Cartagena)
- Tancredi Conti, P.I.M.E. † (12 febbraio 1882 - 1889)
- Rocco Tornatore, P.I.M.E. † (18 novembre 1889 - 26 gennaio 1908 deceduto)
- Vittorio Emanuele Sagrada, P.I.M.E. † (10 maggio 1908 - 1936 ritirato)
- Alfredo Lanfranconi, P.I.M.E. † (1º luglio 1937 - 26 novembre 1959 deceduto)
- Sebastian U Shwe Yauk † (21 marzo 1961 - 13 luglio 1988 deceduto)
- Isaac Danu (1º settembre 1989 - 16 luglio 2023 ritirato)
- John Saw Gawdy, succeduto il 16 luglio 2023

## Statistiche
La diocesi nel 2022 su una popolazione di 3.598.000 persone contava 43.465 battezzati, corrispondenti all'1,2% del totale.
| anno | popolazione | popolazione | popolazione | presbiteri | presbiteri | presbiteri | presbiteri                | diaconi | religiosi | religiosi | parrocchie |
| anno | battezzati  | totale      | %           | numero     | secolari   | regolari   | battezzati per presbitero | diaconi | uomini    | donne     | parrocchie |
| ---- | ----------- | ----------- | ----------- | ---------- | ---------- | ---------- | ------------------------- | ------- | --------- | --------- | ---------- |
| 1950 | 33.858      | 1.240.000   | 2,7         | 42         | 42         |            | 806                       |         |           | 93        | 22         |
| 1970 | 23.479      | 1.000.000   | 2,3         | 20         |            | 20         | 1.173                     |         | 20        | 84        | 10         |
| 1980 | 27.552      | 3.132.000   | 0,9         | 25         | 24         | 1          | 1.102                     |         | 2         | 62        | 10         |
| 1988 | 34.484      | 3.077.000   | 1,1         | 35         | 35         |            | 985                       |         | 5         | 95        | 14         |
| 1999 | 38.997      | 3.260.697   | 1,2         | 43         | 43         |            | 906                       |         | 6         | 118       | 20         |
| 2000 | 39.216      | 3.262.016   | 1,2         | 48         | 48         |            | 817                       |         | 5         | 120       | 20         |
| 2001 | 39.130      | 3.264.130   | 1,2         | 49         | 49         |            | 798                       |         | 4         | 120       | 20         |
| 2002 | 39.215      | 3.271.000   | 1,2         | 53         | 53         |            | 739                       |         | 4         | 120       | 20         |
| 2003 | 40.030      | 3.300.000   | 1,2         | 63         | 63         |            | 635                       |         | 4         | 120       | 20         |
| 2004 | 40.094      | 3.310.000   | 1,2         | 53         | 53         |            | 756                       |         | 4         | 120       | 20         |
| 2010 | 42.280      | 3.360.000   | 1,3         | 56         | 56         |            | 755                       |         | 4         | 120       | 21         |
| 2014 | 42.605      | 3.412.605   | 1,2         | 58         | 58         |            | 734                       |         | 3         | 120       | 22         |
| 2017 | 42.905      | 3.446.000   | 1,2         | 60         | 60         |            | 715                       |         | 4         | 120       | 22         |
| 2020 | 43.285      | 3.538.000   | 1,2         | 68         | 68         |            | 636                       |         | 4         | 130       | 22         |
| 2022 | 43.465      | 3.598.000   | 1,2         | 65         | 65         |            | 668                       |         |           | 130       | 22         |